# Aphodius corvinus
Aphodius corvinus es una especie de coleóptero de la familia Scarabaeidae.

## Distribución geográfica
Habita en el paleártico: Europa y quizá Oriente Próximo.